# Литвищенко, Григорий Фёдорович
Григорий Фёдорович Литвищенко (1906—1944) — старший сержант Рабоче-крестьянской Красной Армии, участник Великой Отечественной войны, Герой Советского Союза (1943).

## Биография
Григорий Литвищенко родился в 1906 году в деревне Курочка (ныне — Беловский район Курской области). В 1941 году он был призван на службу в Рабоче-крестьянскую Красную Армию. С августа того же года — на фронтах Великой Отечественной войны. К августу 1943 года старший сержант Григорий Литвищенко был помощником командира взвода 383-го стрелкового полка 121-й стрелковой дивизии 60-й армии Центрального фронта. Отличился во время Курской битвы и освобождения Украинской ССР.
В конце августа 1943 года Литвищенко, участвуя в боях за освобождение Рыльска, уничтожил около 20 солдат и офицеров противника. Во время форсирования Сейма в составе взвода он успешно переправился через реку в районе села Чумаково Бурынского района Сумской области и принял активное участие в боях за захват и удержание плацдарма на его западном берегу. 27 сентября 1943 года во время боёв на плацдарме на западном берегу Днепра к северу от Киева Литвищенко заменил собой выбывшего из строя командира взвода, отразив немецкие контратаки.
Указом Президиума Верховного Совета СССР от 17 октября 1943 года старший сержант Григорий Литвищенко был удостоен высокого звания Героя Советского Союза с вручением ордена Ленина и медали «Золотая Звезда».
26 апреля 1944 года Литвищенко погиб в бою под Тернополем.
Был также награждён орденами Красного Знамени и Красной Звезды.